# Badlands of Montana
Badlands of Montana è un film del 1957 diretto da Daniel B. Ullman.
È un western statunitense con Rex Reason, Margia Dean e Beverly Garland.

## Produzione
Il film fu diretto, sceneggiato e prodotto da Daniel B. Ullman per la Regal Films e girato nel Bronson Canyon e nell'Iverson Ranch a Chatsworth, Los Angeles, California, nella seconda metà di ottobre del 1956. Il titolo di lavorazione fu The Lonesome Gun. Il brano della colonna sonora The Man with the Gallant Gun, cantato da Bob Grabeau, fu composto da Hal Levy (parole) e Irving Gertz (musica).

## Distribuzione
Il film fu distribuito negli Stati Uniti dal 1º maggio 1957 al cinema dalla Twentieth Century Fox.
Altre distribuzioni:
- in Brasile (O Segundo Tiro)
- in Grecia (Oi paranomoi tromokratoun tin Montana)

## Promozione
La tagline è: A lash for every crime he did not commit!.